# Первичный ключ
Перви́чный ключ (англ. primary key) — в реляционной модели данных один из потенциальных ключей отношения, выбранный в качестве основного ключа (или ключа по умолчанию).
Если в отношении имеется единственный потенциальный ключ, он является и первичным ключом. Если потенциальных ключей несколько, один из них выбирается в качестве первичного, а другие называют «альтернативными».
С точки зрения теории все потенциальные ключи отношения эквивалентны, то есть обладают одинаковыми свойствами уникальности и минимальности. Однако в качестве первичного обычно выбирается тот из потенциальных ключей, который наиболее удобен для тех или иных практических целей, например, для создания внешних ключей в других отношениях либо для создания кластерного индекса. Поэтому в качестве первичного ключа, как правило, выбирают тот, который имеет наименьший размер (физического хранения) и/или включает наименьшее количество атрибутов.
Другой критерий выбора первичного ключа — сохранение уникальности со временем. Всегда существует вероятность того, что некоторый потенциальный ключ перестанет быть таковым в долговременной перспективе или при изменении требований к системе. Например, если номер студенческой группы включает последнюю цифру года поступления, то номера групп для идентификации групп уникальны только в течение 10 лет. Поэтому в качестве первичного ключа стараются выбирать такой потенциальный ключ, который с наибольшей вероятностью не утратит уникальность.
Исторически термин «первичный ключ» появился и стал использоваться существенно ранее термина «потенциальный ключ». Вследствие этого множество определений в реляционной теории были изначально сформулированы с упоминанием первичного (а не потенциального) ключа, например, определения нормальных форм. Также термин «первичный ключ» вошёл в формулировку 12 правил Кодда как основной способ адресации любого значения отношения (таблицы) наряду с именем отношения (таблицы) и именем атрибута (столбца).

## Классификация

### Простые и составные ключи
Если первичный ключ состоит из единственного атрибута, его называют простым ключом.
Если первичный ключ состоит из двух и более атрибутов, его называют составным ключом.
Так, номер паспорта и серия паспорта не могут быть первичными ключами по отдельности, так как могут оказаться одинаковыми у двух и более людей. Но не бывает двух личных документов одного типа с одинаковыми серией и номером. Поэтому в отношении, содержащем данные о людях, первичным ключом может быть подмножество атрибутов, состоящее из типа личного документа, его серии и номера. Иногда для этого же понятия употребляется калька композитный ключ (от англ. composite key).

### Естественные и суррогатные ключи
Первичный ключ может состоять из информационных полей таблицы (то есть полей, содержащих полезную информацию об описываемых объектах). Такой первичный ключ называют естественным ключом.
Суррогатный ключ — дополнительное служебное поле, добавленное к уже имеющимся информационным полям таблицы. В отличие от естественного ключа, значение этого поля не образуется на основе каких-либо других данных из БД, а генерируется искусственно.